# Prix Gaston-Gouin
Le prix Gaston-Gouin est un prix littéraire qui a été créé en 1978 et qui était remis annuellement par l'Association des auteurs des Cantons de l'Est. D'abord nommé le prix des Inédits, il a été renommé en l'honneur de Gaston Gouin, en signe de reconnaissance pour son activité littéraire et son dynamisme. Il n'a pas été remis depuis 2002.

## Gaston Gouin (l'homme)
Poète et illustrateur, né en 1944 et mort le 10 juin 1970 des suites d'un accident automobile dont son amant Gaëtan Dostie était convaincu qu'il s'agissait d'un assassinat. Ami de Pierre Vallières et de Gaëtan Dostie, Il a écrit dans le Campus estrien et pour la revue Liberté. Son œuvre poétique le plus connu est Temps obus, publié en 1969. Gérald Godin dira de lui qu'il est "de loin le meilleur poète" du groupe de Sherbrooke.

## Lauréats
- 1978 - Claudette Picard, Les confidences d’une femme froide
- 1980 - Robert Yergeau, L’oralité de l’émeute
- 1982 - Sylvie Cloutier, L'Avant-Midi
- 1984 - Aucun candidat
- 1986 - Bertrand Bergeron, Fausse Adresse
- 1988 - Renée-Berthe Drapeau, N'entendre qu'un son
- 1989 - Marie Page, Drôle d'école
- 1990 - Hélène Boissé, Et Autres Infidélités
- 1991 - Aline Poulin, La Viole d'Ingres
- 1992 - Huguette O'Neil, Belle-Moue
- 1993 - Lise Blouin, L'Absente
- 1994 - Isabelle Maes, Lettres d'une Ophélie
- 1995 - Daniel St-Onge, Llanganati ou la malédiction de l'Inca
- 1996 - Patrick Nicol, Les années confuses
- 1997 - Robert Daneau, Le Jardin
- 1998 - Aucun prix n'a été décerné
- 1999 - Hélène Boissé, Silence à bout portant
- 2000 - Mario Parent, Marcher sur les vagues
- 2001 - Daniel St-Onge, Le gri-gri : une aventure de Michel O’Troll
- 2002 - Martin Poirier, Les matins carnivores